# Лук виноградный
Лук виногра́дный, лук сала́тный, лук курра́т (лат. Allium ampeloprasum) — многолетнее травянистое растение, вид рода Лук (Allium) семейства Луковые (Alliaceae).

## Распространение и экология

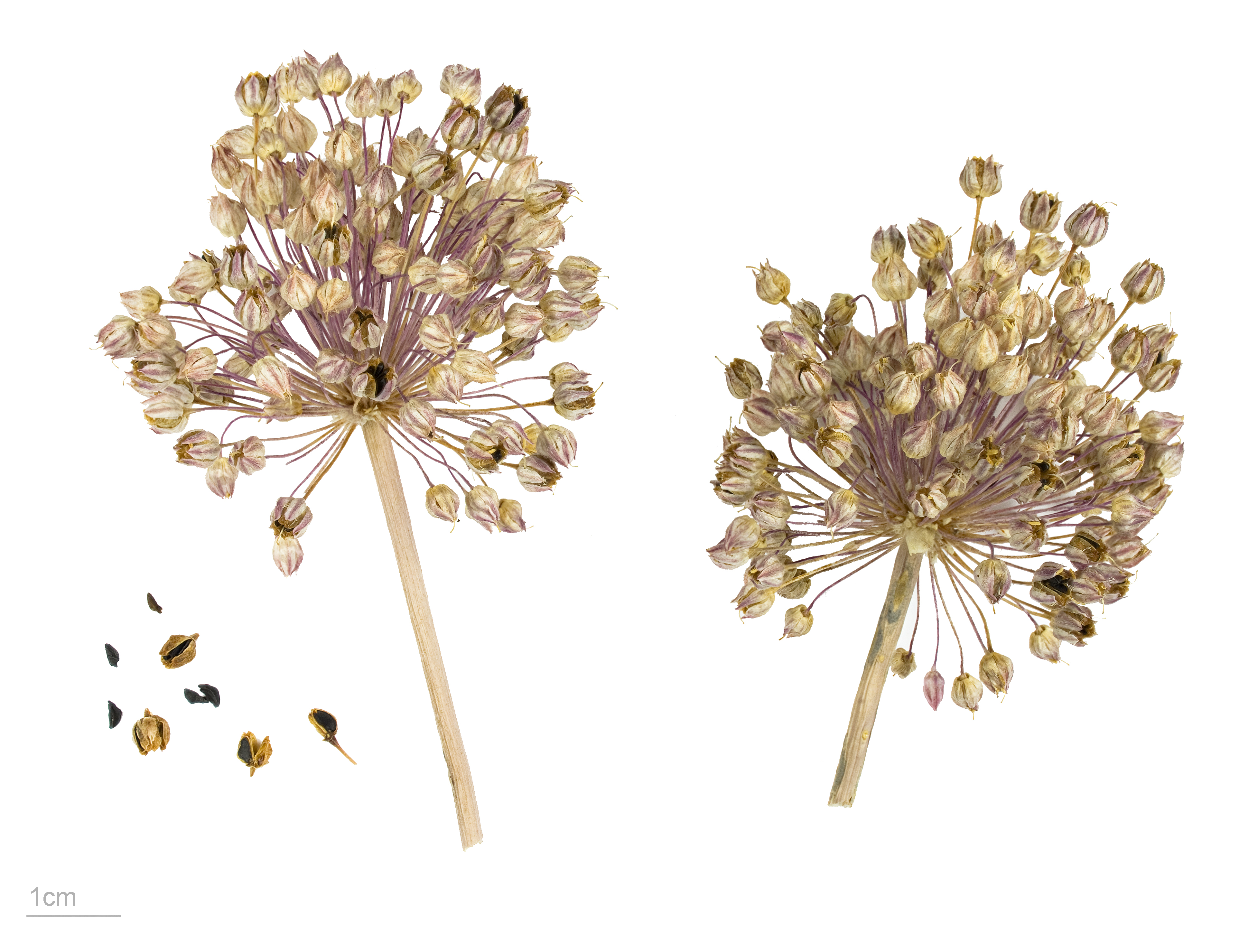
Коробочки и семена лука виноградного

В природе ареал вида охватывает Северную Африку, Южную и Восточную Европу, Западную Азию. Культивируется повсеместно под названием лук-порей.

## Ботаническое описание

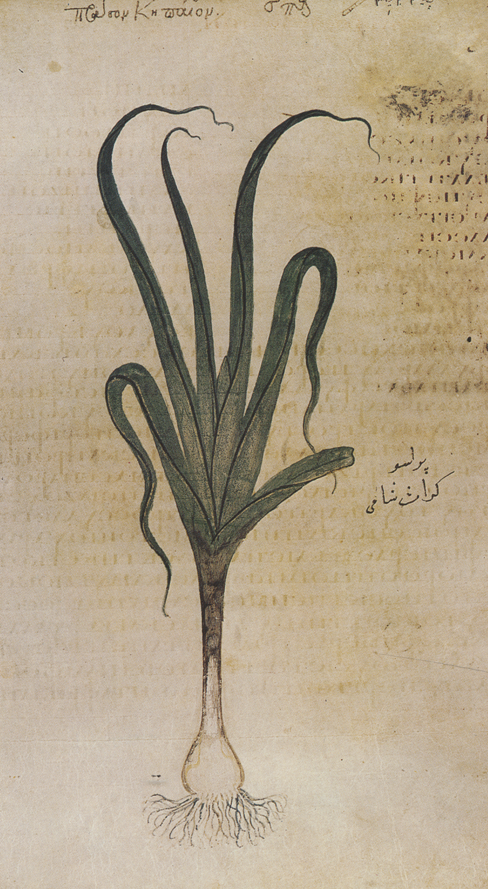
Лук виноградный (Венский Диоскорид, Византия, VI век)

Луковица яйцевидно-шаровидная, диаметром около 2—4 см; наружные оболочки почти бумагообразные, слегка волокнистые; оболочки замещающей луковицы желтоватые. Луковички многочисленные, желтоватые, мелко-бороздчатые, тусклые. Стебель высотой 50—80 см, на треть одетый гладкими влагалищами листьев.
Листья в числе шести—девяти, шириной 5—10 мм, широколинейные, не дудчатые, килеватые, гладкие или по краю шероховатые, значительно короче стебля.
Чехол рано опадающий. Зонтик коробочконосный, шаровидный, рыхловатый, многоцветковый. Цветоножки в четыре—восемь раз длиннее околоцветника, неравные, центральные  до двух раз длиннее, при основании с прицветниками. Листочки широкояйцевидно-колокольчатого  околоцветника розоватые, продолговатые, островатые, шероховатые, длиной около 5 мм, наружные килеватые. Нити тычинок едва  длиннее листочков околоцветника, при основании между собой и с околоцветником сросшиеся, ресничатые, наружные цельные, треугольно-шиловидные, внутренние трёхраздельные. Столбик выдается из околоцветника.
Коробочка едва короче околоцветника.

## Таксономия
Вид Лук виноградный входит в род Лук (Allium) семейства Луковые (Alliaceae) порядка Спаржецветные (Asparagales).
|  |                                      |  |                                                             |                                                             |                   |  | ещё 24 семейства (согласно Системе APG II) | ещё 24 семейства (согласно Системе APG II) |                     |  |  |  | ещё более 870 видов |
|  |                                      |  |                                                             |                                                             |                   |  | ещё 24 семейства (согласно Системе APG II) | ещё 24 семейства (согласно Системе APG II) |                     |  |  |  | ещё более 870 видов |
|  |                                      |  |                                                             | порядок Спаржецветные                                       |                   |  |                                            |                                            | род Лук             |  |  |  |                     |
|  |                                      |  |                                                             | порядок Спаржецветные                                       |                   |  |                                            |                                            | род Лук             |  |  |  |                     |
|  | отдел Цветковые, или Покрытосеменные |  |                                                             |                                                             | семейство Луковые |  |                                            |                                            | вид Лук виноградный |  |  |  |                     |
|  | отдел Цветковые, или Покрытосеменные |  |                                                             |                                                             | семейство Луковые |  |                                            |                                            |                     |  |  |  |                     |
|  |                                      |  | ещё 44 порядка цветковых растений (согласно Системе APG II) | ещё 44 порядка цветковых растений (согласно Системе APG II) |                   |  |                                            | ещё около 300 родов                        | ещё около 300 родов |  |  |  |                     |
|  |                                      |  |                                                             | ещё 44 порядка цветковых растений (согласно Системе APG II) |                   |  |                                            |                                            | ещё около 300 родов |  |  |  |                     |